# Гуменюк Ігор Миколайович
Ігор Миколайович Гуменюк (нар. 21 квітня 1961, Донецьк) — член Партії регіонів, колишній народний депутат України.

## Освіта
Закінчив Донецький державний університет (1981—1986) за спеціальністю «Бухгалтерський облік та аналіз господарчої діяльності», економіст.

## Кар'єра
1978 р. — помічник машиніста екскаватора. 1979 р. — санітар операційного блоку. 1979—1981 рр. — служба в армії. 1986—1989 рр. — старший економіст, в. о. заступника головного бухгалтера шахти «Південнодонбаська». 1989—1991 рр. — головний бухгалтер центру науково-технічної творчості молоді «Погляд». 1991 р. — головний бухгалтер торговельно-промислового консорціуму «Радпол». 1991—1992 рр. — заступник генерального директора ТД «Шахтар». 1992—2002 рр. — генеральний директор АТ «АРС». З грудня 2002 року по лютий 2005 року — радник Прем'єр-міністра України Віктора Януковича. З лютого 2005 року по травень 2006 року — президент АТ «АРС».
Народний депутат України 6-го скликання з листопада 2007 року по грудень 2012 року від Партії регіонів, № 51 в списку. На час виборів: народний депутат України, член Партії регіонів. Член фракції Партії регіонів (з листопада 2007 року). Член Комітету з питань паливно-енергетичного комплексу, ядерної політики та ядерної безпеки (з грудня 2007 року).
Був також народним депутатом України 5-го скликання з квітня 2006 року по листопад 2007 від Партії регіонів, № 51 в списку. На час виборів: президент АТ «АРС», член ПР. Член фракції Партії регіонів (з травня 2006 року). Член Комітету з питань паливно-енергетичного комплексу, ядерної політики та ядерної безпеки (з липня 2006 року).
25 листопада 2019 року «ДНР» Денис Пушилін підписав указ про «спеціальну персональну санкцію» проти Гуменюка у вигляді присвоєння майна.

## Погляди
5 червня 2012 голосував за проєкт Закону України «Про засади державної мовної політики», який посилює статус російської мови.

## Родинні зв'язки
- дружина Вікторія Мирославівна (1966) — домогосподарка;
- дочки Альона (1985), Катерина (1994);
- син Олег (2001)

## Відзнаки
Орден «За заслуги» III ст. (2000).